# Saarijärvi
Saarijärvi è una città finlandese di 8975 abitanti, situata nella regione della Finlandia Centrale.
Dal 2009 comprende il comune soppresso di Pylkönmäki.